# Iota Draconis
Désignations
Iota Draconis (ι Dra / ι Draconis) est une étoile géante orange située à environ 101 années-lumière dans la constellation du Dragon. Sa magnitude apparente est de 3,29. On lui découvre une planète en 2002.

## Nomenclature
Elle porte aussi le nom traditionnel Edasich, ou Eldsich cité dans le Century Cyclopedia. On trouve également HIP 75458 au catalogue d'Hipparcos. Les Chinois l’appellent Tso Choo (Pivot gauche). Elle est appelée Al Ḍhiba' par Ulug Beg et sur le Dresden Globe, et Al dhīlī (Hyène mâle) par Kazwini.

## Système planétaire
Une exoplanète de type géante gazeuse est découverte en 2002. Son orbite est plus large que celle de la Terre par rapport au Soleil.
En 2015, la campagne de nommage NameExoWorlds lui attribue le nom d'Hypatia (Hypatie en français).
| Planète         | Masse           | Demi-grand axe (ua) | Période orbitale (jours) | Excentricité       | Inclinaison | Rayon          |
| --------------- | --------------- | ------------------- | ------------------------ | ------------------ | ----------- | -------------- |
| Iota Draconis b | ≥ 12,6 ± 1,1 MJ | 1,448 ± 00,029      | 510,72 ± 00,07           | 0,700 8 ± 00,001 8 |             | 12,8 ± 0,17 RJ |